# Relazioni bilaterali tra Israele e Isole Marshall
Le relazioni Israele-Isole Marshall sono relazioni diplomatiche e di altri generi tra Israele e Isole Marshall.

## Relazioni bilaterali
Le Isole Marshall hanno istituito relazioni diplomatiche con l'Israele già dal 1987 e tradizionalmente sono sempre state un alleato votante vicino nelle Nazioni Unite, assieme agli Stati Uniti. Nel luglio del 1999, lodando le Isole Marshall per aver supportato l'Israele in una votazione nelle Nazioni Unite, il membro del Congresso di New York e presidente del Comitato delle Relazioni Internazionali del Congresso degli Stati UnitiBen Gillman ha descritto le Isole Marshall affermando: "È una nazione piccola... forse, ma le sue coraggiose azioni hanno dimostrato un senso di integrità maggiore della sua dimensione". Il 6 luglio del 2004, il rappresentante statunitense del Missouri William Lacy Clay, Jr. ha dichiarato al Congresso degli Stati Uniti che "Le Isole Marshall sono stati [...] un grande amico [...] per lo stato dell'Israele." Nel 2004 alla domanda del perché le Isole Marshall tendono a supportare l'Israele nelle votazioni contro l'Israele stesso, l'Ambasciatore dell'Israele per l'ONU Dan Gillerman ha esplicitato che lo fanno "perché credono sia giusto - non per i loro propri interessi."
Michael Ronen è l'ambasciatore israeliano per tredici nazioni delle isole del Pacifico, incluse le Isole Marshall. Ran Rahav serve come Console Onorario delle Isole Marshall in Israele.
Nel 2005, il Presidente delle Isole Marshall Kessai Hesa Note ha visitato l'Israele, chiedendo aiuto nel persuadere gli Stati Uniti ad ammettere la responsabilità per i nocivi effetti a lungo termine sulle persone delle Isole Marshall dei test nucleari. Il Presidente Note è stato accompagnato da Ministro per gli Affari Esteri delle Isole Marshall Gerald Zackios e il Senatore dell'Atollo di Bikini Tomaki Juda. Durante la visita, il Presidente Note ha ringraziato l'Israele per fornire assistenza agricola e aiuto medico alle Isole Marshall e ha aggiunto: "Noi siamo fieri di supportare lo Stato di Israele come l'avanguardia della democrazia in questa regione nonostante i costanti atti di terrorismo che hanno assediato la vostra grande nazione e popolo negli anni".
Nel dicembre del 2017, le Isole Marshall erano una delle sole nove nazioni (inclusi gli Stati Uniti e l'Israele) a votare contro la mozione adottata dall'Assemblea Generale delle Nazioni Unite condannando il riconoscimento, da parte degli Stati Uniti, della città di Gerusalemme come capitale dell'Israele.

## Critiche
Press TV in Iran ha scritto nel dicembre 2011, evidenziando il fatto che le Isole Marshall erano uno dei pochi sostenitori di Israele in due risoluzioni delle Nazioni Unite presentate dall'Egitto: "Si possono incontrare difficoltà a localizzare le Isole Marshall [...] sulla mappa. Questa nazione è un membro [...] delle Nazioni Unite. Non ha importanza alcuna nello scenario internazionale, ma il suo voto conta nell'Assemblea Generale delle Nazioni Unite."

## Commercio e aiuti
Nel 1987, le Isole Marshall hanno comprato un impianto di desalinizzazione per l'acqua dalla compagnia israeliana IDE Technologies, per fornire l'Isola Ebeye. L'impianto è uno stabilimento MED (Distillazione a Molteplici Effetti) da 1100 tonnellate al giorno, azionato usando il calore in eccesso della centrale elettrica di Ebeye. Nel 1992, le Isole Marshall hanno firmato una lettera con l'intenzione di comprare un altro impianto di desalinizzazione dall'Israele per fornire Majuro con acqua fresca.
Nel 2002, un progetto pilota sul pollame viene stabilito nel villaggio Laura nell'Atollo Majuro, con il supporto israeliano.
Nel 2003, il Centro per la Cooperazione Internazionale del Ministro degli Affari Esteri (MASHAV) israeliano ha fornito le Isole Marshall con esperti delle coltivazioni di agrumi e irrigazione.
Nel giugno del 2010, una squadra di oftalmologi sono arrivati nelle Isole Marshall per compiere cataratte, oculoplastiche e operazioni chirurgiche per ripristinare la vista. La missione è stata congiuntamente organizzata dal MASHAV e una ONG israeliana, Eye from Zion.